# Петниста хиена
Петниста хиена (Crocuta crocuta) е хищник, представител на семейство Хиени и единствен вид от род Crocuta. Петнистата хиена е най-едрият представител от четирите съвременни вида от семейството. Произхожда от Азия, обитавала е и Европа около един милион години, но през Късен плейстоцен изчезва. Днес се среща единствено в Субсахарска Африка. Петнистата хиена е един от най-социалните видове от разред Хищници. Образува матриархални семейни групи, наречени кланове. Видът е свързан с човечеството още от дълбока древност. Изображения на хиени от епохата на Горен палеолит са открити в пещерите Ласко и Шове. Видът е известен с крайно негативна репутация както в Западната култура, така и в Африканския фолклор. В първата хиените се разглеждат като грозни и страхливи, докато във втората са алчни, лакоми, глупави, но силни и потенциално опасни. По-голямата част от западните схващания за вида могат да бъдат намерени още в трудовете на Аристотел и Плиний Стари.

## Разпространение и местообитания
Петнистата хиена е разпространена на юг от Сахара. Числеността на популацията варира от 27 до 47 хиляди индивида като най-голяма концентрация има в района на Серенгети и Крюгер. Видът е изчезнал от района на планината Ахагар в Алжир, Джибути, Еритрея, Габон, Того и Гамбия. Въпреки това обаче се появяват сведения за наблюдение на отделни екземпляри в някои от страните. Среща се в савани, пустинни и полупустинни местообитания. Обитава гористи и обрасли с храсталаци местности. В района на планината Абърдеър и Етиопските планини видът се среща на надморска височина до 4100 m.

## Описание
Петнистата хиена е едър хищен бозайник с дължина на тялото 95 – 165,8 cm и височина при холката около 80 cm (70 – 91,5 cm). Теглото на женските обикновено надвишава с около 10% това на мъжките. Така например мъжките петнисти хиени в Серенгети тежат 40,5 – 55 kg, а женските 44,5 – 63,9 kg. В Замбия представителите са още по-едри като мъжките тежат средно около 67,6 kg, а женските 69,2 kg. Известни са изключително големи хиени с тегла от 81,7 kg и 90 kg. Изчислено е, че възрастните членове на вече изчезналите евразийски популации са тежали 102 кг. Крайниците са дебели и силни, като предните са по-дълги и по-силни от задните. Притежават по четири пръста. Гръбната линия се понижава в областта на крупата. Шията е къса и дебела, а главата е масивна, с тежка долна челюст. Ушите са големи, широки и заострени. Има добре развита дъвкателна мускулатура, която прави главата особено широка. Зъбите са 34 на брой, изключително мощни и способни да гризат най-едрите и здрави кости от трупа на жертвата.

## Поведение
Начинът на живот е сходен с този на останалите видове от семейството, но по големина на тялото е значително по-силна и опасна. Звуците, които издават, наподобяват изключително на подигравателно хихикане. Положението на опашката показва социалния статус на индивида в клана. Вдигнатата нагоре опашка демонстрира високо социално поведение, а когато е завита надолу – ниско. Секретът, отделян от околоаналната жлеза, служи за маркиране на територията и е определящ при общуването помежду им. Демонстрацията на половите органи служи за понижаване на агресивността.
Петнистите хиени живеят в семейни групи, наричани кланове. В един клан е наложена строга йерархия от матриархален тип. Най-високо положение имат женските, следвани от малките. Най-нисък статус имат мъжките и особено подрастващите, които с достигането на полова зрялост напускат клана в търсене на нов.
Борбата за надмощие на женските в клана започва още в периода непосредствено след раждането. Непрекъснато се бият и налагат над останалите женски в котилото, като нерядко се стига до убийство на друго малко. Това поведение се нарича каинизъм. Новородените мъжки обаче не се борят и налагат помежду или от страна на женските.

## Хранене
Въпреки че са възприемани за мършояди, противно на наложеното мнение петнистите хиени осигуряват плячката си предимно от лов. Около четири от пет случая плячката е уловена от самия клан. Жертвата обикновено е едър бозайник, който се улавя при съвместен лов.

## Размножаване
Въпреки че петнистите хиени са полициклични и еструсът настъпва на всеки две седмици, обикновено пикът на ражданията съвпада с настъпването на влажния сезон. Бременността продължава около 110 дни. Раждат средно до 7 малки (обикновено от 1 до 4) с тегло около 1,4 kg (1 – 1,6 kg) в скални цепнатини или дупки под земята. Малките се раждат развити със зъби и зрящи. Покрити са с къса кафеникава козина без петна. Млякото на хиените е изключително питателно и позволява на малкото дълго време да не бъде кърмено.
Половите органи при женските петнисти хиени са от псевдохермафродитен тип. Клиторът е дълъг и по форма и дължина наподобява на пениса при мъжките. Уретрата преминава по цялата му дължина и завършва на върха. Там, където би следвало да бъде влагалището, се развива структура подобна на скротум, изпълнена с мастна тъкан. Поради особеностите на външните полови органи самките се чифтосват и раждат през клитора. Раждането е особено болезнен физиологичен процес особено при раждащите за първи път. Поради високото ниво на тестостерон при женските и тесния клитор раждането продължава с часове. Възможно е до 60% от новородените да умрат при раждането, а при около 9% от ражданията женските петнисти хиени умират. Половата зрялост при женските настъпва от 21-вия до 48-ия месец от възрастта, при мъжките – след 48-ия месец. Репродуктивната зрялост при женските е 40-месечна възраст, при мъжките е 3 години. Обикновено доживяват до 20-годишна възраст в дивата природа, а в плен продължителността на живота им се удвоява до около 40 години.